# A. Nageswara Rao

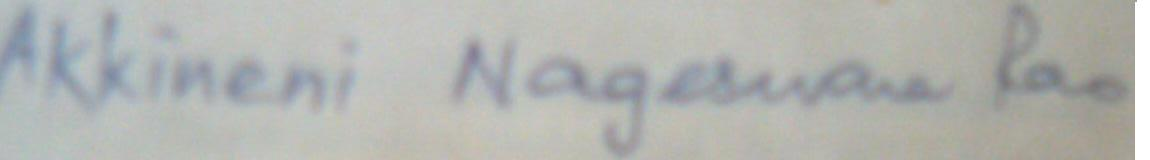
Signatur

Akkineni Nageswara Rao (Telugu: అక్కినేని నాగేశ్వరరావు; * 20. September 1924 in Venkataraghavapuram im Distrikt Krishna, Andhra Pradesh; † 22. Januar 2014 in Hyderabad, Andhra Pradesh) war ein indischer Filmschauspieler des Telugu-Films. Er ist unter dem Kürzel ANR bekannt.

## Leben
Bereits im Kindesalter trat Nageswara Rao als Bühnendarsteller auf; so spielte er im Alter von 12 Jahren eine Frauenrolle in dem Stück Harishchandra. Mit der Theatergruppe Excelsior Dramatic Association erlangte er später in Gudivada einen Ruf als talentierter Frauendarsteller. Sein Filmdebüt hatte er 1940 in P. Pullaiahs Dharmapatni und er trat danach gelegentlich in Filmen auf. In seinem zweiten, dem mythologischen Film Seeta Rama Jananam (1942) von G. Balaramaiah übernahm er die männliche Hauptrolle des Rama. Mit den Erfolgen von Keelugurram (1949) neben Anjali Devi und der ersten Telugu-Verfilmung der Sufi-Legende Laila Majnu, in der er unter der Regie von P. S. Ramakrishna Rao neben dessen Ehefrau Bhanumathi Ramakrishna als Laila die Hauptrolle des Qais spielte, begann sein Aufstieg zum Filmstar. Gemeinsam mit N. T. Rama Rao trat er 1950 in zwei Filmen, Palletoori Pilla und Samsaram, auf. Beide Schauspieler wurden in den folgenden drei Jahrzehnten zu den männlichen „Megastars“ des Telugu-Films.
Nach einigen melodramatischen Filmen mit Bhanumathi war er neben der Schauspielerin K. Savitri in Devadasu (1953), einer Teluguversion von Sharatchandra Chattopadhyays Devdas in der Regie V. Raghavaiahs erfolgreich. Nageswara Rao war in vielen Filmgenres heimisch; er spielte außer mythologischen Filmen und Melodramen auch in Abenteuerfilmen und Sozialdramen. Zu seinen bekanntesten Filmen gehören Vipranarayana (1954), Tenali Ramakrishna (1956), Maya Bazaar (1957), Suvarna Sundari (1957), Doctor Chakravarthi (1964), Prem Nagar (1971), Chakradhari (1977) und Megha Sandesam (1982).
Er setzte sich für die Verlegung der Filmindustrie des Telugu-Films von Chennai (Tamil Nadu) nach Hyderabad (Andhra Pradesh) ein, um sie in das Land ihrer Muttersprache zu holen. Mit dem Regisseur Adurthi Subba Rao gründete er 1957 die Filmproduktionsgesellschaft Annapurna Studios, die unter anderen künstlerisch ambitionierte Filme von Subba Rao und K. Vishwanath produzierte und bis 1976 zu vollwertigen Filmstudios wurde.
Nageswara Rao wurde 1990 mit dem Dadasaheb Phalke Award für seinen herausragenden Beitrag zum indischen Film geehrt. Er war auch Träger des Padma Vibhushan, des Padma Bhushan und des Padma Shri.
Sein jüngerer Sohn Nagarjuna ist ebenfalls Schauspieler im Telugu- und im Hindi-Film.

## Filmografie (Auswahl)
- 1940: Dharmapatni
- 1947: Palnati Yuddham
- 1947: Ratnamala
- 1949: Keelugurram/Maya Kudhirai
- 1949: Laila Majnu
- 1949: Raksharekha
- 1950: Swapna Sundari
- 1950: Samsaram
- 1950: Paramanandayya Sishyula Katha
- 1952: Prema/Kathal
- 1953: Devadasu
- 1953: Kanna Talli/Petrathai
- 1953: Poongothai/Paradesi
- 1954: Chakrapani
- 1954: Nirupedalu
- 1954: Vipranarayana
- 1955: Anarkali
- 1955: Ardhangi/Pennin Perumai
- 1955: Missamma/Missiamma
- 1955: Rojulu Marayi
- 1955: Santhanam
- 1955: Donga Ramudu
- 1956: Tenali Ramakrishna
- 1957: Maya Bazaar
- 1957: Suvarna Sundari
- 1958: Bhukailasa
- 1958: Chenchulakshmi
- 1959: Kalyana Parisu
- 1961: Velugu
- 1962: Aradhana
- 1962: Gundamma Katha
- 1962: Kulagothralu
- 1962: Siri Sampadalu
- 1962: Shri Krishnarjuna Yuddham
- 1963: Punarjanma
- 1963: Moogamanasulu
- 1964: Poojaphalam
- 1964: Murali Krishna
- 1964: Amarashilpi Jakanna
- 1967: Pranamithrulu
- 1969: Buddhimanthudu
- 1970: Maro Prapancham
- 1977: Chakradhari
- 1982: Megha Sandesam
- 1994: Gandeevam